# Giudici di Cagliari
I giudici di Cagliari regnarono nel più esteso e popoloso regno sardo che, però, fu il primo ad estinguersi. La dinastia regnante proveniva probabilmente dalla fusione di due famiglie, i Lacon e i Gunale o Unale (Lacon-Gunale). Forse in onore di due loro esponenti (Salusio de Lacon e Torchitorio de Gunale) tutti i regnanti di Cagliari (dodici) tradizionalmente adottarono un appellativo aggiunto al proprio nome, alternandolo tra Salusio e Torchitorio. La "capitale" del giudicato era Santa Igia, ad ovest della Cagliari pisana, sulle rive dello stagno di Santa Gilla: vi avevano sede il palazzo giudicale, la cattedrale di Santa Cecilia, la cancelleria. Fu rasa al suolo dai pisani nel 1258. Un altro castello in cui il giudice soggiornava era quello di Acquafredda.

## Giudici di Cagliari (1000 circa-1258)[2]
| N° | Titolo     | Nome                                  | Dal        | Al   | Consorte e Note |
| 1  | Giudice    | Mariano I Salusio I                   | 1000 circa | 1058 | Giorgia de Sezzale |
| 2  | Giudice    | Orzocco Torchitorio I                 | 1058       | 1089 | Vera de Lacon |
| 3  | Giudice    | Costantino I Salusio II               | 1089       | 1103 | suo fratello Torbeno, nel 1090, usurpò brevemente il trono |
| 4  | Giudice    | Mariano II Torchitorio II             | 1103       | 1130 | Preziosa de Zori |
| 5  | Giudice    | Costantino II Salusio III             | 1130       | 1163 | Sardinia d'Arborea |
| 6  | Giudice    | Pietro Torchitorio III                | 1163       | 1188 | Sinispella de Lacon-Gunale |
| 7  | Giudice    | Guglielmo I Salusio IV di Lacon-Massa | 1188       | 1214 | Adelaide Malaspina (madre di Benedetta e Agnese) e Guisiana di Capraia; suo padre Oberto di Massa (Obertenghi) era il consorte di Giorgia, figlia di Costantino II; primo giudice della casata dei Lacon-Massa |
| 8  | Giudice    | Barisone Torchitorio IV               | 1214       | 1217 | Benedetta di Cagliari, che gli trasmise il titolo; fu giudice d'Arborea (1213-1217) e padre di Guglielmo II |
| 9  | Giudicessa | Benedetta                             | 1214       | 1232 | Barisone d'Arborea, Lamberto Visconti, Enrico di Ceola, Roberto de Glandis |
| 10 | Giudice    | Guglielmo II Salusio V                | 1232       | 1250 | con una prima reggenza (1232-1238) della zia Agnese di Massa (sorella di Benedetta e madre di Adelasia di Torres) e del secondo marito Ranieri "il Piccolino" dei Della Gherardesca di Donoratico              |
| 11 | Giudice    | Giovanni Torchitorio V, detto Chiano  | 1250       | 1256 | figlio di Guglielmo II |
| 12 | Giudice    | Guglielmo III Salusio VI              | 1256       | 1258 | detto Guglielmo di Cepola, ultimo giudice e probabile figlio di Maria, secondogenita della giudicessa Benedetta                                                                                                |

Nel 1258 l'ultimo giudice Guglielmo III Salusio VI venne deposto, la "capitale" Santa Igia distrutta e abbandonata: il territorio fu spartito, dunque, tra il giudicato di Arborea, il giudicato di Gallura ed i pisani conti della Gherardesca, imparentati con l'ex famiglia regnante.